# Tryphocharia acanthocera
Tryphocharia acanthocera is een keversoort uit de familie boktorren (Cerambycidae). De wetenschappelijke naam van de soort is voor het eerst geldig gepubliceerd in 1827 door MacLeay.